# Operação Killer
A Operação Killer foi uma operação militar que marcou o início da segunda grande contraofensiva que as forças do Comando das Nações Unidas (ONU) lançaram contra o Exército Popular de Voluntários (EPV) chinês e o Exército Popular da Coreia (EPC) norte-coreano durante a Guerra da Coreia. A ofensiva durou de 20 de fevereiro a 6 de março de 1951 e foi formulada pelo General Matthew Ridgway com o objetivo de aniquilar as forças inimigas ao sul de uma linha designada como Linha Arizona. A operação foi imediatamente seguida pela Operação Ripper.

## Contexto
Após suas derrotas na Batalha de Chipyong-ni e na Terceira Batalha de Wonju, tornou-se evidente que as forças EPV/EPC estavam recuando do saliente que haviam criado em sua Quarta Ofensiva Fase Chinesa. A retirada seguiu o padrão de operações anteriores observadas do EPV/EPC, onde as forças de assalto eram obrigadas a pausar para reabastecimento após cerca de uma semana de batalha. Na noite de 18 de março, Ridgway planejou um avanço com dois objetivos em mente. Primeiro, negar ao EPV/EPC qualquer descanso para preparar novos ataques e, segundo, e mais importante, destruir as forças EPV/EPC que estavam se movendo para o norte, saindo do saliente de Chech’on. Ele pretendia que os dois principais avanços da ONU, pela Rota 29 de Wonju além de Hoengsong e pela Rota 60 de Yongwol além de P’yongch’ang, bloqueassem os principais caminhos de retirada do EPV/EPC. Outros eixos de ataque deveriam atravessar e limpar as áreas adjacentes. O principal propósito do ataque o levou a chamá-lo de Operação Killer.:302
Quando o codinome escolhido por Ridgway para a operação iminente foi descoberto por oficiais em Washington, gerou protestos do Chefe do Estado-Maior do Exército, General Collins, que disse a Ridgway que a palavra "killer" era difícil de lidar em termos de relações públicas. Ridgway, no entanto, manteve o nome, que, segundo ele, descrevia plenamente seu principal objetivo.:305–6
Ridgway instruiu os IX e X Corps dos EUA a destruir as forças EPV/EPC localizadas a leste do Rio Han e ao sul de uma linha, designada Arizona, que ia de Yangpyeong para leste, cruzando a Rota 29 3 milhas (4,8 km) acima de Hoengsong e cruzando a Rota 60 6 milhas (9,7 km) acima de P’yongch’ang, avançando aproximadamente 12−15 milhas (−24,1 km) além da linha de frente. O principal avanço pela Rota 29 deveria ser feito pelo IX Corps, enquanto o da Rota 60 pelo X Corps. Para acomodar os eixos de ataque, a 
divisa entre o IX Corps e o X Corps seria realocada para leste da Rota 29, e a divisa entre o X Corps e o III Corpo de Exército da República da Coreia seria movida para o lado leste da Rota 60 quando o avanço fosse iniciado em 21 de fevereiro.:306
O flanco oeste do avanço seria adequadamente protegido pelo I Corpo de Exército dos EUA e pelas posições da 24ª Divisão de Infantaria ao longo da margem inferior do Rio Han. Para proteger o flanco leste, o III Corpo sul-coreano enviaria sua divisão mais à esquerda, a 7ª Divisão de Infantaria, ao norte pelas montanhas a leste da Rota 60. As demais divisões do III Corpo — a 9ª Divisão e a Divisão Capital de Infantaria — deveriam proteger a Rota 20, que serpenteava para sudoeste através das montanhas desde Gangneung, na costa. Caso o comandante do III Corpo, General Yu Jae-hung, não conseguisse estabelecer uma defesa contínua acima da estrada, ao menos deveria manter posse de Gangneung. Se necessário, deveria formar um perímetro defensivo forte em torno da cidade costeira, e Ridgway garantiria que a divisão fosse suprida por mar ou ar e apoiada por fogo naval.:306
Uma semana antes da Operação Killer, forças do EPV romperam o avanço da Operação Roundup do X Corps e ameaçaram penetrar profundamente no vale do Rio Han. Ridgway ordenou que a 1ª Divisão de Fuzileiros Navais se deslocasse de Pohang, onde realizava operações anti-guerrilha, para Chungju, chegando em 18 de fevereiro. Ridgway anexou a divisão ao IX Corps. Os fuzileiros substituiriam a 2ª Divisão de Infantaria e a 187ª Equipe de Combate Regimental Aerotransportada (187º RCT) na área de Wonju, que, no dia 21, estaria dentro da zona do IX Corps. A 2ª Divisão e o 187º RCT então se deslocariam para o leste e se juntariam ao X Corps.:306
O comandante do IX Corps, General de Divisão Bryant Moore, escolheu a 1ª Divisão de Fuzileiros para realizar o avanço pela Rota 29. Inicialmente, a divisão deveria tomar o terreno elevado ao sul de Hoengsong, de onde poderia controlar o centro rodoviário. A oeste, a 6ª Divisão sul-coreana, a 27ª Brigada de Infantaria Britânica e a 1ª Divisão de Cavalaria dos EUA deveriam limpar as montanhas entre os fuzileiros e o Rio Han. Na zona do X Corps, a 7ª Divisão de Infantaria dos EUA e a 3ª Divisão sul-coreana abririam o avanço até a Linha Arizona; posteriormente, seriam acompanhadas pela 2ª Divisão de Infantaria, após sua mudança para o leste, vinda de Wonju. As danificadas 5ª e 8ª Divisões sul-coreanas sairiam da linha: a 5ª protegeria a rota de suprimento do Corpo, enquanto a 8ª, mais severamente reduzida, seguiria para Daegu, onde seria reconstituída sob controle sul-coreano.:306–7
O 187º RCT, ao se deslocar de Wonju, deveria posicionar-se a nordeste de Chech’on, pronto para apoiar o ataque da 7ª Divisão. O comandante do X Corps, General Edward Almond, não deveria comprometer a unidade sem aprovação prévia de Ridgway. Este, por sua vez, pretendia deslocar os paraquedistas para o Aeroporto Internacional de Daegu, onde fariam treinamento de salto. Ridgway já pensava em operações futuras, particularmente nos planos que havia instruído em janeiro para a captura de Seul, os quais incluíam um salto aerotransportado atrás da capital para bloquear rotas de fuga inimigas.:307

## Batalha
Até 21 de fevereiro, o EPV e o EPC já haviam tido pelo menos três dias para se retirar do saliente e não mostraram indícios de que não o fariam até cruzarem ao norte da Linha Arizona. Para destruir essas forças, o ataque de Ridgway precisava avançar rapidamente, mas o clima impossibilitou esse objetivo desde o início. Durante os primeiros 20 dias de fevereiro, as condições climáticas no campo de batalha permaneceram dentro do normal: temperaturas variando pouco acima do ponto de congelamento até cerca de -15 °F, com precipitação de neve que permanecia no solo, às vezes como gelo. No entanto, uma mudança abrupta e inesperada ocorreu com o início da operação. A temperatura subiu para quase 10 °C no dia 21, e à noite mal caiu até o ponto de congelamento. Essa faixa de temperatura mais alta persistiu até o fim do mês. Entre os dias 21 e 24 houve chuvas intermitentes e contínuas. A chuva fora de época e o degelo diurno transformaram rios e córregos em cursos de água profundos e rápidos, com gelo flutuante. As passagens ficaram intransitáveis, pontes baixas foram destruídas ou danificadas, e as estradas e o campo se tornaram atoleiros, com deslizamentos de terra bloqueando túneis e ferrovias. Congelamentos noturnos tornaram o tráfego ainda mais perigoso, especialmente em ladeiras e curvas acentuadas. Como resultado, a operação tornou-se uma campanha lenta, mais uma missão de limpeza uniforme do que um avanço decisivo. À frente, o EPV/EPC concentrou-se em evacuar o saliente, deixando para trás apenas pequenas forças para realizar ações de retardo.:307–8
Ridgway monitorou de perto a operação, sobrevoando a zona de avanço e questionando os comandantes de corpo sobre os problemas causados pelo clima. Embora Moore e Almond tenham enfrentado dificuldades logísticas, nenhum dos dois defendeu o adiamento do avanço. Lançamentos aéreos frequentes impediram que os suprimentos se tornassem críticos, e até 25 de fevereiro os engenheiros haviam reparado grande parte das linhas de comunicação. O avanço continuou, embora mais lentamente do que o esperado.:308
Por volta das 10h30 de 24 de fevereiro, o helicóptero que transportava o General Moore caiu no Rio Han, e ele morreu em seguida, vítima de ataque cardíaco. Ele foi substituído temporariamente pelo comandante da 1ª Divisão de Fuzileiros, General Oliver P. Smith.:308–9
Avançando lentamente pelo restante de fevereiro, as forças centrais de Ridgway praticamente eliminaram os ganhos recentes do EPV/EPC. De oeste a leste, a frente dos corpos IX e X, no último dia do mês, formava um arco côncavo raso, desde posições 5 milhas (8,0 km) ao norte de Chipyong-ni, seguindo por terrenos elevados ao sul de Hoengsong e da Rota 20, até colinas 4 milhas (6,4 km) ao norte do entroncamento entre as Rotas 20 e 60. Assim, os dois corpos estavam na Linha Arizona, ou ligeiramente acima dela, nos extremos oeste e leste, mas um pouco aquém em outras áreas.:309
Enquanto isso, na zona do III Corpo sul-coreano, Yu iniciou um ataque lateral, enviando dois regimentos da Divisão Capital de Gangneung para oeste pela Rota 20, cruzando as frentes de suas outras duas divisões, como preparação para estabelecer uma linha defensiva acima da estrada. Os regimentos avançaram facilmente até o final da tarde de 3 de março, quando o regimento da frente caiu em uma emboscada perto de Soksa-ri, cerca de 25 milhas (40 km) a oeste de Gangneung. Atacado ao norte e ao sul por um regimento da 2ª Divisão do EPC, o regimento sul-coreano sofreu quase mil baixas — 59 mortos, 119 feridos e 802 desaparecidos. O regimento recuou para Gangneung para se reorganizar, e Yu cancelou o movimento, que desde o início era considerado arriscado.:310
No oeste, enquanto isso, as unidades dos Corpos IX e X que ainda não haviam alcançado a Linha Arizona continuaram seu avanço até atingi-la. Na zona do IX Corps, a 1ª Divisão de Fuzileiros limpou Hoengsong com pouca resistência em 2 de março, a caminho de seus objetivos 3 milhas (4,8 km) ao norte da cidade. Na noite de 6 de março, todas as unidades de ataque do IX Corps haviam alcançado posições próximas ou ligeiramente acima da Linha Arizona, sem encontrar resistência nas fases finais. As unidades do X Corps enfrentaram forte oposição nos primeiros cinco dias de março, especialmente a 2ª Divisão de Infantaria, ao tentar ocupar o terreno elevado ao norte da Rota 20. No entanto, na noite de 5 de março, os defensores do EPC abandonaram suas posições, e em 7 de março as forças de Almond controlavam plenamente seus objetivos na Linha Arizona.:310

## Consequências
Durante os quatorze dias que os dois corpos levaram para alcançar e consolidar posições ao longo da Linha Arizona, ambos relataram ter infligido pesadas baixas ao inimigo. O IX Corps relatou 7.819 inimigos mortos, 1.469 feridos e 208 capturados. Contudo, desde o início, ficou claro que o objetivo principal da Operação Killer — destruir todas as forças EPV/EPC ao sul da Linha Arizona — só seria parcialmente alcançado. A vantagem inicial da retirada do inimigo, sua relutância em manter posições defensivas abaixo da linha alvo, e as dificuldades do terreno impediram um resultado mais completo.:310